# Рейтер, Теодор
Теодор Рейтер (латыш. Teodors Reiters; 23 марта 1884 года, Ляудонская волость, Лифляндская губерния — 12 декабря 1956 года, Стокгольм) — латвийский дирижёр.

## Биография
Родился в немецкой семье, происходившей из Шлезвиг-Гольштейна. Окончил церковно-приходскую школу, затем учительский институт во Пскове (1905). Вернулся в Латвию как учитель, преподавал и руководил школьным хором. В 1907 г. на концерте хора, во время исполнения кантаты Язепа Витола «Беверинский певец», случайно оказался органист и хормейстер Янис Турсс, убедивший Рейтера, что ему нужно учиться музыке. Последовав этому совету, Рейтер в том же году поступил в Санкт-Петербургскую консерваторию в класс органа Луи Гомилиуса; затем (с перерывом в 1909—1910 гг. из-за нехватки средств) изучал также композицию у Витола, гармонию и контрапункт у Анатолия Лядова и Василия Калафати, инструментовку у Максимилиана Штейнберга. По предложению Витола в 1914 г. занял пост ассистента дирижёра в возглавляемом Витолом Петербургском латышском хоре и в том же году дебютировал как хоровой дирижёр. В завершение своего образования Рейтер поступил в класс дирижирования Николая Черепнина и окончил его в 1917 году. К этому времени он уже сам руководил хором латышей в Сестрорецке, первый концерт которого в 1916 г. вызвал одобрительную рецензию Яна Залита.
В 1918 г. вернулся в Ригу и поступил дирижёром в Латвийскую оперу, дебютировав за пультом 23 января 1919 года в «Летучем голландце» Рихарда Вагнера. Был главным дирижёром Латвийской национальной оперы до 1944 года, занимая в 1922—1926 и 1931—1934 гг. также и пост директора. Одновременно с 1920 г. руководил собственным хором, в 1924 г. во главе хора гастролировал в Финляндии и Литве, в последующие годы — в Праге, Варшаве, Вене, Париже, Лондоне, Копенгагене, Стокгольме и др. С 1926 г. хор Рейтера принимал участие в концертах, транслировавшихся по радио, начиная с 1928 г. осуществил ряд звукозаписей. Рейтер привлекал свой хор и к участию в оперных постановках. 15 марта 1944 года хор Рейтера под его управлением впервые исполнил кантату Люции Гаруты «Господь, Твоя земля в огне!», а 17 июня того же года Рейтер покинул Латвию.
Последние годы жизни Рейтера прошли в Швеции. Здесь он воссоздал хоровой коллектив, собрав в него латышей-эмигрантов, и уже 18 ноября 1945 года дал с ним первый концерт. Со своим новым хором Рейтер выступал в различных городах Швеции, а также в Дании и Норвегии. Однако его карьера оперного дирижёра в Швеции продолжения практически не имела: лишь однажды, 20 июня 1952 года, он встал за пульт Стокгольмской королевской оперы, чтобы продирижировать «Долиной» Эжена д’Альбера, поставленной силами эстонских исполнителей.